# Giulia Domenichetti
Giulia Domenichetti (Ancona, Italia, 29 de abril de 1984) es una entrenadora y exjugadora de fútbol y fútbol sala italiana que jugaba de centrocampista. Actualmente entrena al San Marino Academy.

## Trayectoria
Jugó en las filas de Vigor Senigallia, Sassari Torres, Chiasiellis y Florentia. Con el Sassari Torres ganó tres ligas italianas (2009-10, 2010-11, 2012-13), cuatro Copas de Italia (2003-04, 2004-05, 2007-08, 2010-11) y cuatro Supercopas italianas (2009, 2010, 2012, 2013).
Como jugadora de fútbol sala, vistió las camisetas de Falconara y Pescara.
Debutó como entrenadora como segunda de Stefano Carobbi en el banquillo del Florentia San Gimignano, su último club como futbolista, en diciembre de 2019. El 16 de noviembre de 2021 fue contratada por el Napoli Femminile junto al colega Roberto Castorina. En junio de 2022 pasó al San Marino Academy.

## Selección nacional
Fue internacional con la selección italiana, jugando 87 partidos y realizando 6 tantos entre 2005 y 2014. Participó en las Eurocopas de 2005, 2009 y 2013.
También jugó con la selección femenina italiana de fútbol sala.

## Clubes
| Club             | País   | Año         |
| ---------------- | ------ | ----------- |
| Vigor Senigallia | Italia | 1999 - 2003 |
| Sassari Torres   | Italia | 2003 - 2011 |
| Chiasiellis      | Italia | 2011 - 2012 |
| Sassari Torres   | Italia | 2012 - 2015 |
| Florentia        | Italia | 2018 - 2019 |

## Palmarés

### Campeonatos nacionales
| Título             | Club           | País   | Año         |
| ------------------ | -------------- | ------ | ----------- |
| Copa Italia        | Sassari Torres | Italia | 2003 - 2004 |
| Copa Italia        | Sassari Torres | Italia | 2004 - 2005 |
| Copa Italia        | Sassari Torres | Italia | 2007 - 2008 |
| Supercopa italiana | Sassari Torres | Italia | 2009        |
| Serie A            | Sassari Torres | Italia | 2009 - 2010 |
| Supercopa italiana | Sassari Torres | Italia | 2010        |
| Serie A            | Sassari Torres | Italia | 2010 - 2011 |
| Copa Italia        | Sassari Torres | Italia | 2010 - 2011 |
| Supercopa italiana | Sassari Torres | Italia | 2012        |
| Serie A            | Sassari Torres | Italia | 2012 - 2013 |
| Supercopa italiana | Sassari Torres | Italia | 2013        |